# 白晋

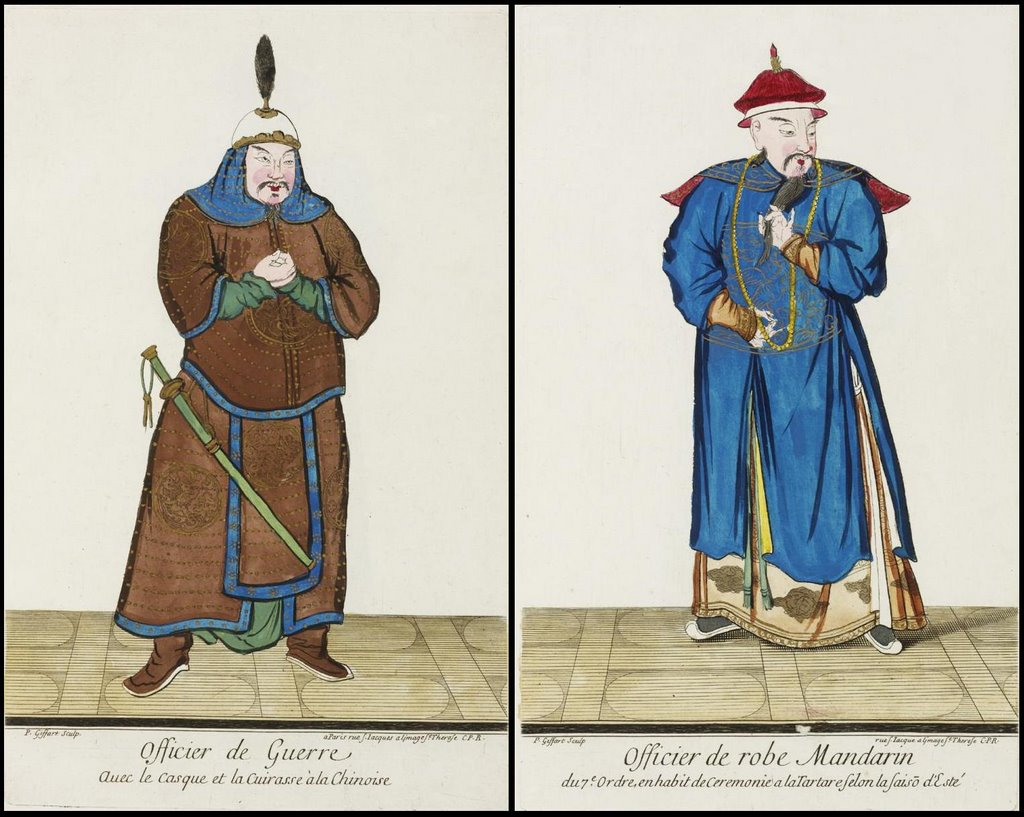
《中國現況圖像》文官與武官

若阿基姆·布韋（法語：Joachim Bouvet，1656年7月18日—1730年6月28日） ，漢名白晉，一作白进，字明远，耶稣会法国传教士。
白晋出生于法国利曼，1678年加入耶稣会，1684年受法王路易十四选派出使中国传教，出发前被授予“国王数学家”称号，入法国科学院为院士。同行者有：洪若翰、刘应、塔夏尔、李明和张诚。
1685年3月3日，使团自布雷斯特起航，途经暹罗时，塔夏尔被暹罗国王留用。其余五人于康熙二十六年（1687年）抵达浙江宁波。因海禁未开，洋人不能深入内地，清政府令其回国。但经南怀仁说明他们为法王所遣，精于天文历法。次年入北京，白晋与张诚为康熙留用，随侍宫中，其他三人回浙江。白晋为康熙讲授欧几里得几何。康熙三十二年（1693年），康熙派遣白晋为使出使法国。
康熙四十七年（1708年），白晋、雷孝思等传教士，奉帝命测绘中国地图；白晋才出京门，因座马受惊，跌落马下，腰痛不能继续前行，留陕西神木县养病，後返北京休养，集各传教士所绘分图，汇成全中国总图。康熙五十六年（1717年），赐名为《皇舆全览图》。

## 著作
- 《中国皇帝康熙传》Portrait historique de l'empereur de la Chine (Paris, 1697)
- 《中國現況圖像》L'Etat présent de la Chine (Paris, 1697)
- 《天學本義》
- 《古今敬天鑒》
- 《易考》